# Егна
Егна (итал. Egna) је насеље у Италији у округу Болцано, региону Трентино-Јужни Тирол.
Према процени из 2011. у насељу је живело 3474 становника. Насеље се налази на надморској висини од 224 м.

## Становништво
| 1931. | 1936. | 1951. | 1961. | 1971. | 1981. | 1991. | 2001. | 2011. |
| ----- | ----- | ----- | ----- | ----- | ----- | ----- | ----- | ----- |
| 2.869 | 2.740 | 2.993 | 3.512 | 3.573 | 3.742 | 4.013 | 4.339 | 4.992 |